# Wotton House (Buckinghamshire)

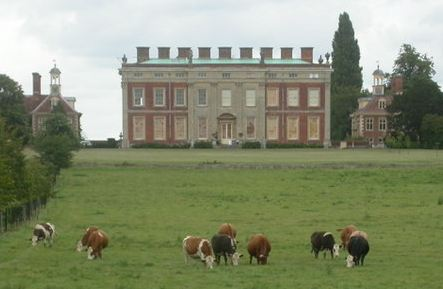
Wotton House

Wotton House, oder Wotton, ist ein Landhaus im Dorf Wotton Underwood in der englischen Grafschaft Buckinghamshire. Das Erscheinungsbild des zwischen 1704 und 1714 gebauten Hauses im englischen Barockstil ähnelt dem des zeitgenössischen Buckingham House. English Heritage hat das Gebäude als historisches Bauwerk I. Grades gelistet.
Der Park wurde von den Landschaftsarchitekten George London und Henry Wise angelegt; er enthält ein formelles Parterre und eine doppelte Ulmenallee, die zum See hinunterführt. 50 Jahre später überarbeiteten William Pitt der Ältere und Capability Brown den Park und schufen so einen Pleasureground von 80 Hektar mit zwei Seen.
Nachdem 1820 das Haupthaus durch einen Brand zerstört wurde, beauftragte der Eigentümer, Richard Grenville, 2. Marquess of Buckingham, später 2. Duke of Buckingham and Chandos, John Soane mit dem Wiederaufbau. Nachdem der 3. Duke of Buckingham, der letzte direkte männliche Grenville-Erbe, 1889 gestorben war, wurde das Haus an eine Reihe von Pächtern vergeben und 1929 kaufte es Major Michael Beaumont und ließ es von dem Architekten Arthur Stanley George Butler renovieren, wobei alle Detaillierungen von Soane, wie z. B. das dreistöckige Triforium, verdeckt wurden. 1947 verkaufte Beaumont das Anwesen an die Merchant Venturers of Bristol, die das Grundstück in kleine Parzellen aufteilten und das Haupthaus an zwei Bubenschulen vermieteten. Bis 1957 war das Haus verfallen und sollte abgerissen werden, aber dann kaufte es Elaine Brunner und ließ mit Hilfe des Architekten Donald Insall die meisten Details von Soane restaurieren.
Der South Pavilion (die frühere Remise) wurde 1947 separat verkauft. Die Liste seiner Eigner ist illuster, z. B. Sir Arthur Bryant und Sir John Gielgud; heutige Eigentümer sind Tony und Cherie Blair.

## Geschichte des Hauses

Wappen der Grenvilles aus Wotton Underwood, Buckinghamshire: Grün, auf einem silbernen Kreuz fünf Kugeln.

Seit dem 12. Jahrhundert gab es ein Herrenhaus in Wotton Underwood, das der Familie Grenville gehörte, die Wilhelm den Eroberer begleitet hatten. 1704 ließ Richard Grenville (1644–?) Wotton House auf einem neuen Anwesen auf einem Mound über einem natürlichen See errichten. Die Architektur ähnelte der von Buckingham House, das zur gleichen Zeit in London gebaut und später in Buckingham Palace umbenannt wurde. Der Architekt ist nicht bekannt, aber Sir Howard Colvin meint, es könnte John Fitch gewesen sein; John Millar dagegen vermutet, es könnte von Elizabeth Wilbraham sein.
1749 erbte Richard Grenville, der ältere Bruder von George Grenville (Premierminister von 1763 bis 1765) über seine Gattin Hester, Schwester von Viscount Cobham, Stowe House. Wotton House wurde dann gemeinsam mit Stowe House betrieben.
1820 zerstörte ein Brand das Innere des Hauses, aber die Remise und das Küchenpavilion („Clock Pavilion“) überstanden das Feuer unbeschadet. Richard Grenville, der 2. Marquess of Buckingham, beauftragte John Soane mit der Restauration des Haupthauses, noch bevor die Glut erkaltet war. Soane kappte das Haus in der Höhe, indem er das oberste Stockwerk entfernte und die Höhe der Fenster im 1. Obergeschoss reduzierte. Dies verlieh dem Haus georgianische Proportionen. Er verwendete die existierenden Grundrisse in intelligenter Art und Weise und schuf ein dreistöckiges Triforium mit Oberlicht und eine neue steinerne Treppe anstelle der alten Eingangshalle.
Bis 1889 bewohnten eine Reihe von Grenvilles Wotton House mit den von Soane gestalteten Innenräumen, dann starb der letzte männliche Erbe der Familie. Das Haus wurde zunächst vermietet und dann 1929 an den Politiker Michael Beaumont verkauft. Dieser zog später in das irische County Kildare um und das Haus wurde an eine gemeinnützige Institution verkauft. Im Zweiten Weltkrieg wurde es vernachlässigt, da es nicht vom Staat requiriert war, und wurde kurz nach dem Krieg zum Verkauf angeboten. Nach dem Krieg wurde ein großer Teil des Anwesens in kleinen Parzellen verkauft und Anfang der 1950er-Jahre residierten im Hauptgebäude nacheinander zwei Internate für Buben, Wotton House Boy's School und Cokethorpe School, die dann nach Witney übersiedelte.

### Restaurierung des Haupthauses
Elaine Brunner kaufte das Haupthaus und den Clock Pavilion 1957 von der Grafschaftsverwaltung von Buckinghamshire für £ 6000, zwei Wochen bevor es abgerissen werden sollte.
Brunner engagierte Donald Insall Associates für umfangreiche Arbeiten am Haus, bei denen die Zeichen des Verfalls beseitigt, die meisten Umbauten von Butler entfernt und Soanes architektonische Details restauriert wurden. Aber das zentrale Detail von Soanes Neubau, das Triforium, das von Butler zerstört worden war, war immer noch unrestauriert, als Brunner 1998 starb.
Das Haus fiel an April, Elaine Brunners Tochter, und ihren Gatten David Gladstone. Das Anwesen ist an mindestens einem Tag in den Sommermonaten öffentlich zugänglich, aber die Besichtigung des Hauses ist nur nach Vereinbarung möglich.
2007 hielt David Gladstone eine Konferenz in Wotton House ab, um den Namen des ursprünglichen Architekten des Hauses zu ergründen. Diese Konferenz erbrachte zumindest zwei Resultate: Howard Colvin meinte 2010, dass John Fitch der ursprüngliche Architekt gewesen sei, und später im selben Jahr äußerte sich John Millar, dass er Elizabeth Wilbraham (1632–1705) dafür hielte.

### Umbau der Remise in den „South Pavilion“
Die ursprüngliche Remise (später in „South Pavilion“ umbenannt) und den eingefriedeten formellen Garten kauften Tristram Gilbert und Andre DuGuay, kurz bevor Elaine Brunner das Haupthaus kaufte. Sie ließen beides restaurieren und lebten dort bis etwa 1965. Der eingefriedete Garten wurde der Öffentlichkeit zugänglich gemacht. Der „South Pavilion“ wurde an den Geschichtswissenschaftler Arthur Bryant verkauft, der ihn seinerseits an Sir John Gielgud weiterverkaufte. Dieser ließ ihn, wie Fotos zeigen, restaurieren. 2000 starb Gielgud dort. 2008 kauften Tony und Cherie Blair den „South Pavilion“ für £ 4 Mio.

## Geschichte des Anwesens
1726 erbte Richard Grenville das Anwesen von Wotton, das einen Pachtertrag von über £ 3000 pro Jahr erbrachte, von seinem Vater. 1735 brachte er einen Enclosure Act im Parlament ein, mit dem die Fläche von Wohnhäusern befreit wurde, sodass in den 1750er-Jahren der Garten von London und Wise in eine natürliche Landschaft neuen Stils umgestaltet werden konnte.
1754 heiratete eine weitere Hester, Schwester von Richard und George, William Pitt den Älteren in Wotton House und übernahm bald das Projekt, das Richard sich vorgestellt hatte. Damals hatte Richard Stowe House übernommen und George lebte in Wotton House. Capability Brown hatte Stowe House, wo er als Chefgärtner gearbeitet hatte, 1749 verlassen und wurde eingesetzt, um Pitt zu helfen, sein Projekt zu realisieren, insbesondere des ausgedehnten Wasserbaus. Es ist nicht bekannt, wie die genaue Aufgabenteilung zwischen Pitt und Brown war, Pitt war aber selbst ein bekannter Landschaftsgärtner.
Der Pleasureground bedeckt 80 Hektar und schließt zwei Seen ein, einen mit 14 Hektar und einen mit 4,8 Hektar, verbunden durch einen Kanal. Er ist von einem Gürtel umschlossen, wie es damals üblich war, und der Besucher findet eine Reihe von Tempeln, Brücken und Statuen entlang des Rundweges.
Im April 1786 verbrachte John Adams (der künftige zweite Präsident der Vereinigten Staaten von Amerika, auf Reisen mit Thomas Jefferson – der sein Vizepräsident wurde und später selbst US-Präsident wurde) einige Tage mit dem Besuch von Landhäusern im Nordwesten von London; eines dieser Landhäuser war Wotton House. Als Adams nach London zurückkehrte, schrieb er: „Stowe, Hagley und Blenheim sind superb; Woburn, Caversham und The Leasowes sind wunderschön. Wotton ist großartig und elegant, wenn auch vernachlässigt.“ Jefferson schrieb in sein Tagebuch: „Aber zwei Gärtner. Sehr vernachlässigt.“
Das gesamte Anwesen verkaufte Major Beaumont 1947 an benachbarte Bauern in Parzellen. Zwischen 1957 und 1985 kaufte Elaine Brunner nach und nach etwa 160 Hektar Grund zurück. Seit 1998 hat David Gladstone die Restauration eines Großteils der ursprünglichen Anlage durch seinen Grundstücksverwalter, Michael Harrison, veranlasst.